# Septmoncel
Septmoncel ist eine Ortschaft und eine Commune déléguée in der Gemeinde Septmoncel les Molunes mit 669 Einwohnern (Stand: 1. Januar 2019) im französischen Département Jura in der Region Bourgogne-Franche-Comté.

## Geographie
Septmoncel liegt auf 960 m, etwa vier Kilometer südöstlich der Stadt Saint-Claude (Luftlinie). Das ehemalige Straßenzeilendorf erstreckt sich im Hochjura, an einem nach Südosten geneigten Hang über dem Tal des Ruisseau de Chapy am oberen Eingang in die Gorges du Flumen, im nördlichen Bereich der Hautes-Combes.
Die Fläche der 19,86 km² großen Commune déléguée umfasst einen Abschnitt des französischen Juras. Das Gebiet der Commune déléguée liegt fast ausschließlich auf der Hochfläche der Hautes-Combes (im Mittel auf 1100 m). Die Landschaft ist gewellt und zeigt Geländestrukturen wie Höhenrücken und Mulden, die gemäß der Streichrichtung des Faltenjuras in diesem Gebiet in Südwest-Nordost-Richtung orientiert sind. In diese Hochfläche ist die breite Talung von Septmoncel eingetieft (vom Ruisseau de Chapy entwässert), die sich gegen Südwesten allmählich absenkt. Mit einer markanten Talstufe mündet dieses Tal in das Quertal der Gorges du Flumen, das als typische Klus ausgebildet ist. Die Gorges du Flumen werden auf beiden Seiten von steilen Hängen flankiert, die von zahlreichen Felsbändern durchzogen werden. Im Norden wird die Klus von der Höhe Sur les Grés (1089 m), im Süden von der Roche Blanche (1140 m ü. M.; Aussichtspunkt) gesäumt.
Im Norden reicht das Areal der Commune déléguée auf den bewaldeten Höhenrücken (1237 m), der das Tal von Septmoncel von der Combe de Tressus trennt. Nach Osten erstreckt sich der Boden der Commune déléguée in den Bois du Gyps (1230 m) und auf die Hochfläche südlich von Lajoux. Mit 1281 m wurde oberhalb des Gehöfts La Trace am Rand des Tals der Valserine die höchste Erhebung der Commune déléguée Septmoncel erreicht. Die Hochfläche zeigt ein lockeres Gefüge von Weideland und Wald. An verschiedenen Stellen gibt es typische Karsterscheinungen wie beispielsweise Dolinen und Karrenfelder. Das Gebiet der Commune déléguée ist Teil des Regionalen Naturparks Haut-Jura (frz.: Parc naturel régional du Haut-Jura).
Zur Commune déléguée Septmoncel gehören neben dem eigentlichen Dorf auch verschiedene Weiler, Hofgruppen und zahlreiche Einzelhöfe, darunter:
- Les Moulins (801 m) am oberen Eingang in die Gorges du Flumen
- Montépile (880 m) am Südosthang von Sur les Grés
- Sur l’Etain (914 m) im Tal am Ruisseau de Chapy
- Sur le Chapy (965 m) am südlichen Talhang des Ruisseau de Chapy
- Le Manon (1167 m) auf der Hochfläche westlich von Lajoux

Nachbargemeinden von Septmoncel waren Saint-Claude im Norden, Lamoura und Lajoux im Osten, Les Molunes im Süden sowie Villard-Saint-Sauveur im Westen.

## Geschichte
Das Gebiet um Septmoncel wurde etwa ab dem Jahr 800 von den Mönchen des Klosters Saint-Claude gerodet und urbar gemacht. Erstmals urkundlich erwähnt wird Septmoncel erst 1245 in einer Bulle von Papst Innozenz IV., damals noch unter dem Namen Septem Acervis. Die kleine Ortschaft bildete eine Pfarrei, die sich über große Teile der Hautes-Combes erstreckte. Im Grenzbereich zwischen Frankreich und der Franche-Comté gelegen, wurde Septmoncel 1639 von französischen Truppen gebrandschatzt. Zusammen mit der Franche-Comté gelangte das Dorf mit dem Frieden von Nimwegen 1678 an Frankreich.
Im 18. Jahrhundert entwickelte sich die Ortschaft zu einem Zentrum der Edelstein- und Diamantschleiferei (unter anderem Zubehörteile für die Uhrenindustrie). Zu Gebietsveränderungen kam es 1790, als zunächst Les Molunes von Septmoncel abgetrennt wurde, und 1839 mit der Abtrennung der Orte Lajoux und Lamoura.
Die Gemeinde Septmoncel wurde am 1. Januar 2017 mit Les Molunes zur neuen Gemeinde Septmoncel les Molunes zusammengeschlossen.

## Sehenswürdigkeiten
Die heutige Pfarrkirche Saint-Etienne wurde 1682 eingeweiht. Im Musée du Coulou wird das Kunsthandwerk der Region gezeigt. Zu den Natursehenswürdigkeiten der Umgebung zählen die Gorges du Flumen, die Wasserfälle des Flumen und der Chapeau de Gendarme. Letzterer bildet eine markante Felsformation, an der die Faltenstruktur der Gesteinsschichten aus der Kreidezeit gut sichtbar ist. Das Gebilde erhielt seinen Namen aufgrund der Ähnlichkeit zur Form eines Gendarmenhutes.

## Bevölkerung
| Bevölkerungsentwicklung | Bevölkerungsentwicklung |
| Jahr                    | Einwohner               |
| ----------------------- | ----------------------- |
| 1962                    | 739                     |
| 1968                    | 726                     |
| 1975                    | 655                     |
| 1982                    | 606                     |
| 1990                    | 606                     |
| 1999                    | 658                     |
| 2004                    | 649                     |
| 2017                    | 693                     |

Mit zuletzt 669 Einwohnern (Stand 1. Januar 2019) gehörte Septmoncel zu den kleinen Gemeinden des Départements Jura. Nachdem die Einwohnerzahl in der ersten Hälfte des 20. Jahrhunderts markant abgenommen hatte (1906 wurden noch 1444 Personen gezählt), wurden seit Beginn der 1970er-Jahre nur noch geringe Schwankungen verzeichnet.

## Wirtschaft und Infrastruktur
Septmoncel war bis weit ins 20. Jahrhundert hinein ein vorwiegend durch die Landwirtschaft, insbesondere Viehzucht und Milchwirtschaft, sowie durch die Forstwirtschaft geprägtes Dorf. Die seit dem 18. Jahrhundert betriebene Edelsteinschleiferei ist noch heute von Bedeutung. Daneben gibt es einige Betriebe des lokalen Kleingewerbes. Viele Erwerbstätige sind auch Wegpendler, die in den größeren Ortschaften der Umgebung, vor allem in Saint-Claude ihrer Arbeit nachgehen.
Als Erholungsort in einem beliebten Ausflugsgebiet im Hochjura profitiert Septmoncel heute auch vom Tourismus, insbesondere vom Wintertourismus, wenn auf dem Plateau der Hautes-Combes Skilanglauf betrieben werden kann. Die Hänge südlich von Le Manon sind durch Skilifte für den alpinen Skisport erschlossen.
Die Ortschaft ist verkehrsmäßig recht gut erschlossen. Sie liegt an einer Hauptstraße, die von Saint-Claude zum Col de la Faucille führt. Weitere Straßenverbindungen bestehen mit Lamoura und Les Moussières.

## Persönlichkeiten
Geburtsort von:
- Général de brigade Jean-Joseph Gauthier (1765–1815)
- Général de brigade Jean-Pierre Gauthier genannt Leclerc (1765–1821)